# Čečetka zimní
Čečetka zimní (Acanthis flammea syn. Carduelis flammea), též čečetka (čečatka) obecná, je drobný pták z čeledi pěnkavovitých (Fringillidae).

## Systematika
Studie z r. 2021, na které se podílel i český ornitolog Tomáš Albrecht z Ústavu biologie obratlovců Akademie věd České republiky, ukázala celogenomovou analýzou, že tři tradiční druhy čečetek, tj. čečetka zimní (Carduelis flammea/Acanthis flammea), čečetka tmavá (Carduelis cabaret/Acanthis cabaret) a čečetka bělavá (Carduelis hornemanni/Acanthis hornemanni) jsou ve skutečnosti ekotypy jednoho druhu, za jejichž vzhled je odpovědný jediný supergen na chromozomu 1, který ovlivňuje vzhled jedinců do té míry, že odlišné formy byly dosud považovány za samostatné druhy.

### Poddruhy
- Acanthis flammea cabaret (Müller, 1776) – čečetka tmavá (původně vyčleněna jako samostatný druh, ale detailnější taxonomické studie ukázaly, že neexistují prakticky žádné genetické rozdíly mezi čečetkou zimní a čečetkou tmavou; nyní opět uváděna jako poddruh čečetky zimní.)
- Acanthis flammea flammea (Linnaeus, 1758) – čečetka zimní tundrová
- Acanthis flammea islandica (Hantzsach, 1904) – čečetka zimní islandská
- Acanthis flammea rostrata (Coues, 1862) – čečetka zimní grónská

## Popis
- Délka těla: 12 - 14 cm[4] (nebo 11,5 - 13 cm[5])
- ocas: 4,8–5,8 cm[5]
- délka křídla: 6,6 - 8 cm,[5] rozpětí křídel: 19 - 22 cm[4]
- hmotnost: 11 - 18 g[5] (nebo až 20 g[4])

Drobný pták, zřetelně menší než vrabec. Sameček má nápadně karmínově červenou přední část temene a hruď. Pod malým, u kořene širším, zobákem je výrazná černá skvrna. Vršek těla a boky jsou hnědé, podélně proužkované, spodek těla je bělavý. Přes hnědá křídla se táhnou dva světlé křídelní pásky. Na vykrojeném ocase jsou zespodu dobře patrné široké tmavé středy nejdelších spodních ocasních krovek. Samička má červené pouze temeno, nikdy hruď. U mláďat červená barva chybí, chybí i černá skvrna na bradě, jsou celkově hnědavá, naspodu mnohem hustěji skvrnitá.
Je velmi pohyblivá, obratně šplhá a zavěšuje se na tenkých větvích nebo vysokých bylinách. Létá lehce a vlnkovaně.

## Hlas
Ozývá se často i v letu. Zpěv je hlasitá směs krátkých trylků a vábení; vábení je „džem-džem“, také „írrr“, varuje „cuit“. Pelz přepisuje vábení jako „dče-če-če-če“.

## Rozšíření
Žije na severu Eurasie a Severní Ameriky. Je stálým a potulným druhem. V některých letech podnikají ptáci invazní tahy až po Středomoří. V Severní Americe během posledních 40 let poklesl výskyt čečetky zimní tundrové (A. f. flammea) o 77 %, v Evropě velikost populace kolísá; odhaduje se na 6 070 000–14 500 000 párů.

## Výskyt v Česku
V České republice v posledních třiceti letech bylo zaznamenáno rychlé šíření čečetek do území severně od Šumavy a postupně byly osídleny nejen české pohraniční hory, ale i níže položené oblasti a od konce 60. let 20. stol. jsou úspěšně obsazována i města včetně těch největších, jako je Praha, Plzeň či České Budějovice.

V příhraničních pohořích hnízdí poddruh A. f. cabaret (čečetka tmavá), přičemž v některých pohořích je ve vyšších polohách místy běžná (Krkonoše, Jeseníky, Šumava). Místy zasahuje i do vnitrozemí. Celková početnost čečetek tmavých je odhadována na 6000–12 000 párů.

Pravidelně, ale ve značně kolísajícím počtu zaletuje severský poddruh A. f. flammea (čečetka zimní tundrová); v některých letech je až invazně zimující.

## Prostředí
Hnízdním prostředím jsou subarktické a jehličnaté boreální lesy a okraje tundry, pásmo kosodřeviny v horách, v nižších polohách borové a březové porosty na rašeliništích, vrbiny a olšiny kolem vod, ale i parkové krajiny s rozptýlenou zelení, parky a zahrady vesnic a měst. Hnízdí především v řídkých březových a mladých jehličnatých lesích.
V době hnízdění se vyskytuje v porostech kosodřeviny, v rašeliništích i v rybničnaté krajině či v parcích. Mimo období hnízdění vyhledává břízy (a to i v ulicích měst), dále se zdržuje na neobdělávaných plochách.
Údaje o hnízdění v České republice se patrně týkají především čečetky tmavé (Acanthis flammea cabaret), která hnízdí rozptýleně především v horských oblastech mimo východní část území..

## Potrava
Potrava je převážně rostlinná, čečetka je semenožravý pták, semena vylupuje, požírá jenom jádro. V zimních měsících tvoří převážnou část potravy semena břízy a olše, v jarních měsících je často pozorována při sběru semen jehličnatých stromů (borovice, smrk). Slabým zobákem se sice do šišek nedostane, ale šišky se při pěkném jarním počasí otevírají a semena vypadávají; ptáci je sbírají i na zemi. Sbírá semena různých bylin včetně trav, patrně ozobává mechy a lišejníky (zralé tobolky a apotécie). Živočišná potrava tvoří jen malou část jídelníčku (v době hnízdění hmyz). U venkovního krmítka se v zimě vyskytne vzácně jednotlivý jedinec, někdy však setrvá více dní.

## Hnízdění

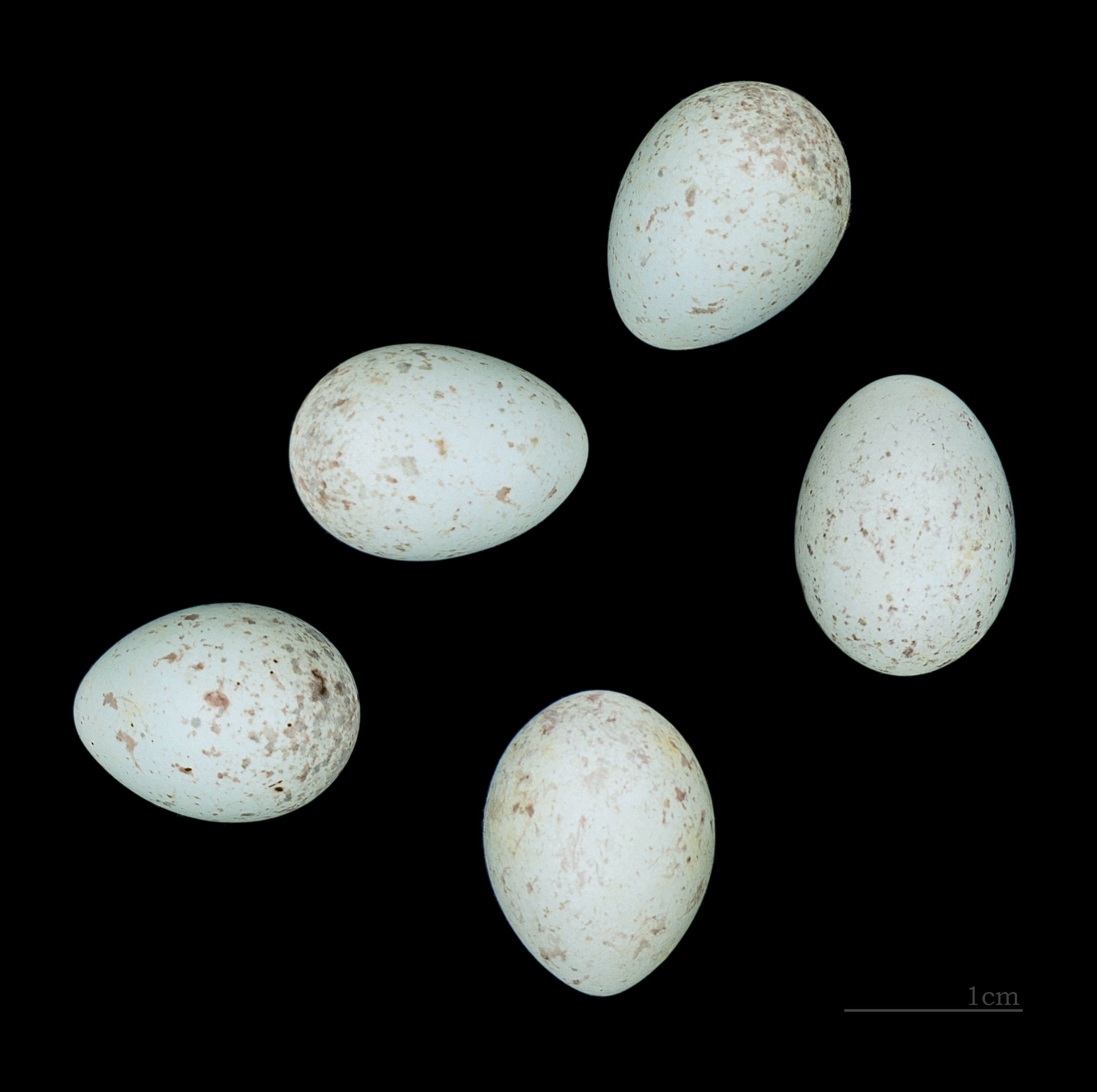
Carduelis flammea flammea

Hnízdí od dubna do července, většinou 2× ročně. Často hnízdí více párů pohromadě; čečetky mají sklon vytvářet kolonie. Hnízdo staví samička (jako u většiny pěnkavovitých ptáků). Bývá umístěno na jehličnanech, listnáčích i keřích, zpravidla nevysoko nad zemí. Je postaveno z jemných větviček, suché trávy, mechu a lišejníku. Hnízdní kotlinka má výstelku z chlupů a peří. Samička snáší 4–5 vajíček (16,3 ×12,6 mm), na kterých sedí sama, a sameček ji na hnízdě krmí.. Mláďata krmí oba ptáci – částečně natrávenou potravu jim vyvrhují z volete do zobáku. Po vyhnízdění se vyskytuje v hejnech. Ptáci hnízdící v ČR patrně nejsou tažní, ale jen přelétaví.

## Další názvy
Kromě českého pojmenování „čečetka zimní“ se užíval název „čečetka obecná“, dříve též „čečatka obecná“ nebo jen „čečetka“, „čečatka“. Její jméno je praslovanské a slovo je původu zvukomalebného – byla pojmenována podle hlasových projevů. Jedno ze starých lidových jmen čečetky zní „vrabec čečetka“.
Název druhu se stal synonymem pro čilost, čilý pohyb; „být stále jako čečetka“ znamená expresivně „být čilý“. Viz též přirovnání, např. „Adélka vždy švitorná, skákavá jak čečetka, zívala, nechtělo se jí do hraní a konečně se jí očka zavřela.“(Němcová, B. Babička)

## Chov a kulturní význam
V dřívějších časech nebývala čečetka, na rozdíl od jiných pěnkavovitých, oblíbeným klecním ptákem. Jednak zpěv není příliš libozvučný (zejména ve srovnání se stehlíkem nebo konopkou), jednak jsou čečetky aktivní i v noci a mohou rušit. Čečetky spolehlivě hnízdí i v překvapivě malých klecích velikosti kanáří odchovny (50 × 40 × 40 cm), ovšem obvykle jim chovatelé poskytují příbytky větší. Čečetky jsou chovány v celé řadě barevných mutací (achát, hnědá, isabel, kobalt; perlová hnědá, perlová achátová...). I proto jejich popularita v chovech roste. Poměrně snadno se kříží s ostatními pěnkavovitými ptáky a výsledkem mohou být atraktivně zbarvení kříženci klidné povahy.